# Chiến tranh Konbaung – Hanthawaddy
Chiến tranh Konbaung-Hanthawaddy (tiếng Miến Điện: ကုန်းဘောင်-ဟံသာဝတီ စစ်) là cuộc chiến tranh giữa triều Konbaung triều Hanthawaddy phục hồi của Miến Điện (Myanmar) giai đoạn 1752-1757. Cuộc chiến tranh này là cuộc chiến cuối cùng trong nhiều cuộc chiến giữa miền bắc nói tiếng Miến Điện và phía nam nói tiếng Môn, kết thúc sự thống trị kéo dài nhiều thế kỷ người dân của người Môn ở phía nam.
Cuộc chiến bắt đầu vào tháng 4 năm 1752 khi phong trào kháng chiến độc lập chống lại quân đội Hanthawaddy đã chỉ lật đổ triều Toungoo. Alaungpaya, người sáng lập triều đại Konbaung, nhanh chóng nổi lên như người lãnh đạo kháng chiến chính, và bằng cách lợi dụng của các cấp quân thấp của Hanthawaddy, đã chinh phục tất cả vùng Thượng Miến Điện vào cuối 1753. Hanthawaddy đã muộn màng phát động một cuộc xâm lược toàn cục năm 1754 nhưng đã không thành công lắm. Cuộc chiến ngày càng trở nên mang tính dân tộc giữa Miến (Bamar) về phía bắc và phía nam là người Môn. Quân Konbaung tiến đánh Hạ Miến Điện vào tháng 1 năm 1755, chiếm vùng đồng bằng Irrawaddy và Dagon (Yangon) vào tháng 5. Người Pháp đã bảo vệ thành phố cảng Syriam (Thanlyin) thủ trong 14 tháng nhưng cuối cùng bị thất thủ vào tháng 7 năm 1756, kết thúc sự tham gia của Pháp vào cuộc chiến. Sự sụp đổ của vương quốc phía nam 17 năm tuổi, ngay sau đó vào tháng 5 năm 1757 khi kinh đô của nó Pegu đã bị thất thủ. Sự kháng cự vô tổ chức của quân Mon chỉ còn lại ở bán đảo Tenasserim (nay là bang Mông và vùng Taninthayi) trong vài năm sau với sự giúp đỡ Xiêm nhưng đã bị đẩy ra khỏi quân đội năm 1765 khi Konbaung chiếm được bán đảo từ Xiêm.
Cuộc chiến tranh đã mang đến kết cục quyết định. Các gia đình dân tộc Miến từ phía bắc đã bắt đầu định cư tại vùng đồng bằng sau chiến tranh. Đến thế kỷ 19, quá trình đồng hóa và hôn nhân giữa các dân tộc đã làm giảm dân số người Môn thành một dân tộc thiểu số nhỏ bé.